# Charles King (comédie musicale)
Pour les articles homonymes, voir Charles King.
Charles Joseph King (31 octobre 1886 – 11 janvier 1944) est un acteur de théâtre de vaudeville qui a aussi joué dans plusieurs films musicaux.
Il a tenu son premier grand rôle au cinéma dans le succès de MGM The Broadway Melody en 1929, qui est le premier film parlant à remporter un Oscar du meilleur film.

## Biographie
Charles Joseph King nait à New York en 1886, dans une famille d'origine irlandaise qui avait immigré aux États-Unis en 1883. 11 enfants sont nés mais seulement 3 étaient vivants en 1900: Charles, Nelly et Mary. En 1908, Charles fait ses débuts sur scène à Broadway. Son premier rôle connu est dans la comédie musicale The Mimic World. En 1910 il a souvent comme partenaire Elizabeth Brice avec qui il se produit dans The Slim Princess, A Winsome Widow, Watch Your Step et Miss 1917. Il connaît de nombreux succès avec George White's Scandals (édition 1921), Little Nellie Kelly, Keep Kool, Hit the Deck et Present Arms, puis se tourne vers le cinéma, où son plus grand succès est The Broadway Melody en 1929.

## Théâtre

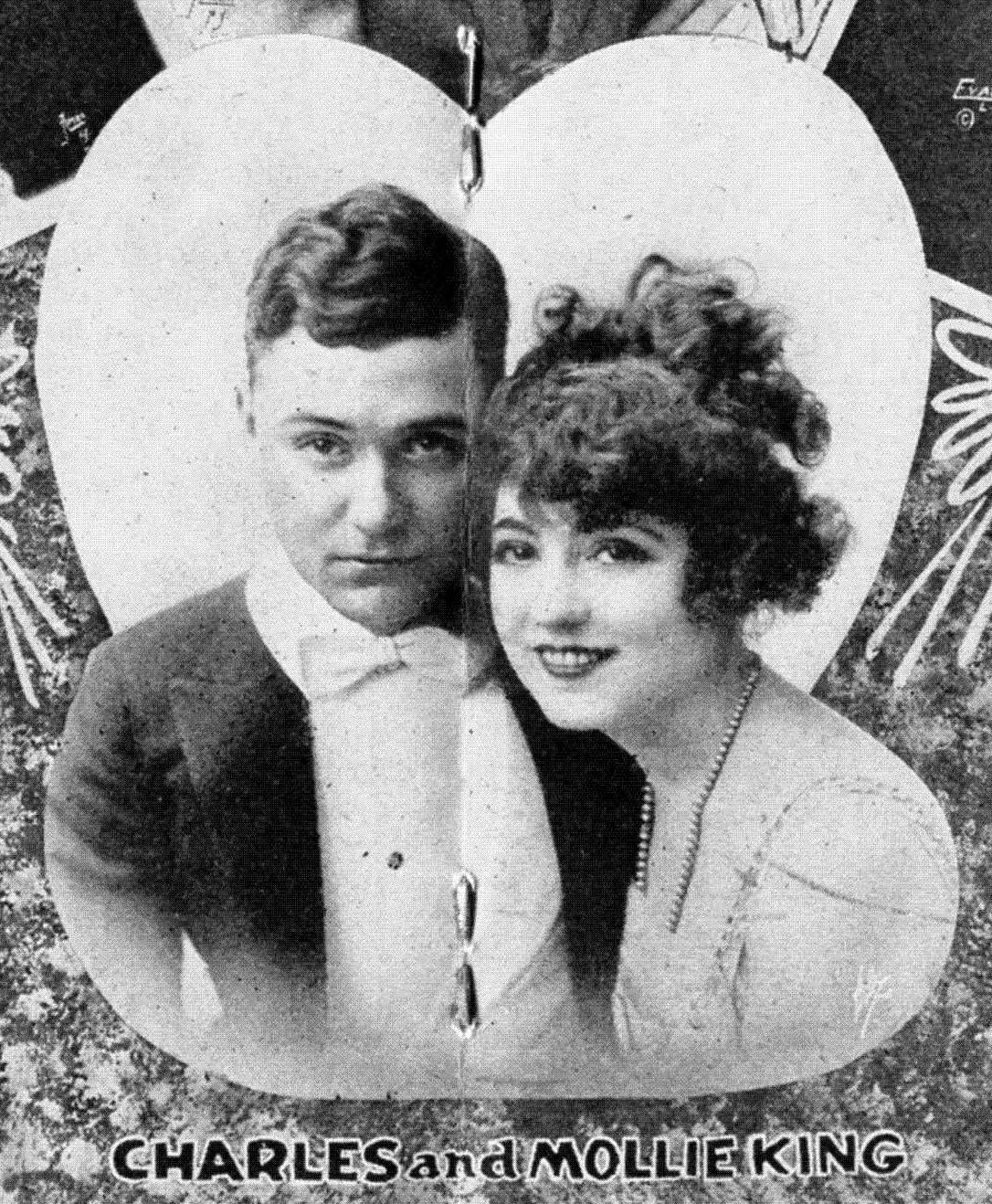
Charles et Mollie King en 1919.

- 1908 : The Mimic World
- The Slim Princess
- A Winsome Widow
- Watch Your Step (en)
- Miss 1917

## Filmographie
- 1928 : The Five O'Clock Girl
- 1929 : The Broadway Melody
- 1929 : Hollywood chante et danse (The Hollywood Revue of 1929)
- 1930 : Chasing Rainbows

## Liens
- Ressources relatives à l'audiovisuel :   - AllMovie
  - IMDb
  - Rotten Tomatoes
- Ressources relatives à la musique :   - Discography of American Historical Recordings
  - Discogs
- Ressource relative au spectacle :   - Internet Broadway Database
- Notices d'autorité :   - VIAF
  - ISNI
  - LCCN
  - Pologne
  - Israël
  - WorldCat